# Mauricio Valencia
Mauricio Valencia (28 de diciembre de 1987) es un deportista colombiano que compite en atletismo adaptado.
Ganó cinco medallas en los Juegos Paralímpicos de Verano entre los años 2016 y 2024. Además, obtuvo ocho medallas en el Campeonato Mundial de Atletismo Adaptado entre los años 2013 y 2019.

## Palmarés internacional
| Juegos Paralímpicos | Juegos Paralímpicos     | Juegos Paralímpicos | Juegos Paralímpicos |
| Año                 | Lugar                   | Medalla             | Prueba              |
| ------------------- | ----------------------- | ------------------- | ------------------- |
| 2016                | Río de Janeiro (Brasil) | Medalla de oro      | Jabalina F34        |
| 2016                | Río de Janeiro (Brasil) | Medalla de bronce   | Peso F34            |
| 2020                | Tokio (Japón)           | Medalla de plata    | Jabalina F34        |
| 2024                | París (Francia)         | Medalla de oro      | Peso F34            |
| 2024                | París (Francia)         | Medalla de plata    | Jabalina F34        |
| Campeonato Mundial  |                         |                     |                     |
| Año                 | Lugar                   | Medalla             | Prueba              |
| 2013                | Lyon (Francia)          | Medalla de bronce   | Jabalina F33/34     |
| 2015                | Doha (Catar)            | Medalla de plata    | Jabalina F34        |
| 2015                | Doha (Catar)            | Medalla de plata    | Disco F34           |
| 2015                | Doha (Catar)            | Medalla de bronce   | Peso F34            |
| 2017                | Londres (Reino Unido)   | Medalla de oro      | Jabalina F34        |
| 2017                | Londres (Reino Unido)   | Medalla de bronce   | Peso F34            |
| 2019                | Dubái (EAU)             | Medalla de oro      | Jabalina F34        |
| 2019                | Dubái (EAU)             | Medalla de bronce   | Peso F34            |